# 11 de noviembre
El 11 de noviembre es el 315.º (tricentésimo decimoquinto) día del año en el calendario gregoriano y el 316.º en los años bisiestos. Quedan 50 días para finalizar el año.

## Acontecimientos
- 308: en Carnuntum, con el fin de devolver el orden al imperio, Diocleciano y Galerio obligan a Maximiano a renunciar al título de augusto y en su lugar elevan a la púrpura a Licinio.
- 844: el emirato de Córdoba derrota a los vikingos en la batalla de Tablada.
- 1042: en Tabriz (Irán) sucede un terremoto que deja entre 40 000 y 50 000 víctimas. (Ver Terremotos importantes entre el siglo X y el XIX).
- 1100: Enrique I de Inglaterra se casa con Matilda de Escocia, la hija de Malcolm III de Escocia.
- 1215: en Letrán (Italia) empieza el Concilio de Letrán IV, que define la doctrina católica de la transubstanciación (el proceso en el que el pan y el vino se convierten en la carne y la sangre de Cristo).
- 1500: en Granada (España), el rey de Aragón Fernando el Católico y el rey francés Luis XII se reparten el reino de Nápoles en el Tratado de Granada.
- 1511: en el poblado cubano de Yara (provincia de Oriente), los conquistadores españoles queman vivo en una hoguera al cacique Hatuey, símbolo de la rebeldía de los indios cubanos.
- 1563: el Concilio de Trento promulga el Decreto Tametsi, que regulará hasta 1947 la forma del matrimonio canónico.
- 1620: cerca de Cape Cod, en la colonia de Plymouth (actual Estados Unidos) se firma el pacto del Mayflower.
- 1634: en Dublín (Irlanda), debido a la presión del obispo anglicano John Atherton, la Cámara de los Comunes dicta la ley An Act for the Punishment for the Vice of Buggery (‘Una ley para el castigo del vicio de la sodomía’), que estaba basada en la Ley de sodomía votada un siglo antes en Londres por presión de Thomas Cromwell (1485-1540).
- 1673: en Ucrania se libra la segunda batalla de Khotyn. La Mancomunidad de Polonia-Lituania ―bajo el mando de Juan III Sobieski― fuerzan la retirada del ejército otomano. En esta batalla, los cohetes creados por Kazimierz Siemienowicz (1600-1651) son utilizados con éxito.
- 1675: Gottfried Leibniz demuestra el uso del cálculo integral por primera vez para calcular el área bajo la gráfica de y = ƒ(x).[1]
- 1724: en Londres es ahorcado Joseph Blueskin Blake, un ladrón que intentó degollar al jefe de policía («cazador general de ladrones») Jonathan Wild en el tribunal penal central de Old Bailey. El 24 de mayo de 1725 Jonathan Wild sería ahorcado por descubrirse que utilizaba su puesto de comisario para liderar una red de crimen organizado en Londres.
- 1750: en Lhasa (Tíbet) se desatan motines tras el asesinato del rey tibetano (posiblemente por orden del dalái lama). Serán reprimidos durante varios días.
- 1777: en Gobernación de Chile se funda la ciudad de Quillota.
- 1778: llega a Nueva Orleans el grupo de españoles que fundarían la ciudad de Nueva Iberia en la entonces región india de Attapakas.
- 1805: en Dürenstein (Austria) ―en el marco de las Guerras napoleónicas (la invasión de Europa por parte de los franceses)― una coalición de austriacos y rusos detienen al ejército francés en la batalla de Dürenstein.
- 1810: en Córdoba (España), el poeta Manuel María Arjona funda la Real Academia de Córdoba.
- 1811: Cartagena de Indias (en la actual Colombia) se independiza de España, siendo la primera ciudad en hacerlo.
- 1811: en San Lorenzo (Canadá) ―en el marco de la guerra anglo-estadounidense de 1812― los británicos derrotan a los estadounidenses (batalla de Crysler's Farm).
- 1817: en México es fusilado el militar Javier Mina.
- 1827: en Popayán (Colombia), se funda la Universidad del Cauca.
- 1828: en Arequipa (Perú), se funda la Universidad Nacional de San Agustín.
- 1831: en Jerusalem (Estados Unidos), Nat Turner es ahorcado por incitar un levantamiento de los esclavos negros.
- 1850: en la gobernación de Cuba ―que hasta 1898 formó parte del Reino de España― comienza el primer mandato del general español José Gutiérrez de la Concha.
- 1855: en Japón, a las 22:00 sucede un terremoto de magnitud 6,4 en la escala sismológica de Richter, con epicentro en Tokio. Deja un saldo de 7 444 a 10 000 muertos (Terremoto de Ansei Edo).
- 1855: en Zambia (África), el explorador británico David Livingstone recorre las cataratas del río Zambeze, y las nombra cataratas Victoria.
- 1864: en Atlanta (Georgia) ―en el marco de la guerra civil estadounidense― el general del Norte William T. Sherman incendia esta localidad para preparar la marcha en el sur.
- 1865: en Bután, el Gobierno local cede a la Compañía Británica de las Indias Orientales el área al este del río Teesta (Tratado de Sinchula).
- 1869: en Victoria (Australia) se decreta la Aboriginal Protection Act (‘ley de protección aborigen’) que le da al Gobierno blanco el control de las personas indígenas, de sus trabajos, sus sueldos, dónde vivían y sus hijos. Esto dio lugar a las «generaciones robadas» (robo de niños en Australia).
- 1871: en Inglaterra se funda la FA Cup (1871), primer torneo de Fútbol de clubes de la Historia
- 1875: parte de Turín hacia Sudamérica la primera expedición de misioneros salesianos.
- 1880: en la cárcel de Melbourne (Australia) el Gobierno hace ahorcar al bushranger (delincuente), Ned Kelly (25).
- 1887: en Estados Unidos el Gobierno ejecuta a cuatro anarquistas (conocidos como los mártires de Chicago) condenados a muerte por el proceso de los hechos de la Revuelta de Haymarket (la huelga del 1 de mayo para ganar una jornada de 8 horas de trabajo).
- 1887: en Colombia se estrena oficialmente el Himno nacional.
- 1889: el estado de Washington se une a la federación como el estado n.º 42.
- 1905: se funda la Ciudad de General Pico en la Provincia de La Pampa, Argentina

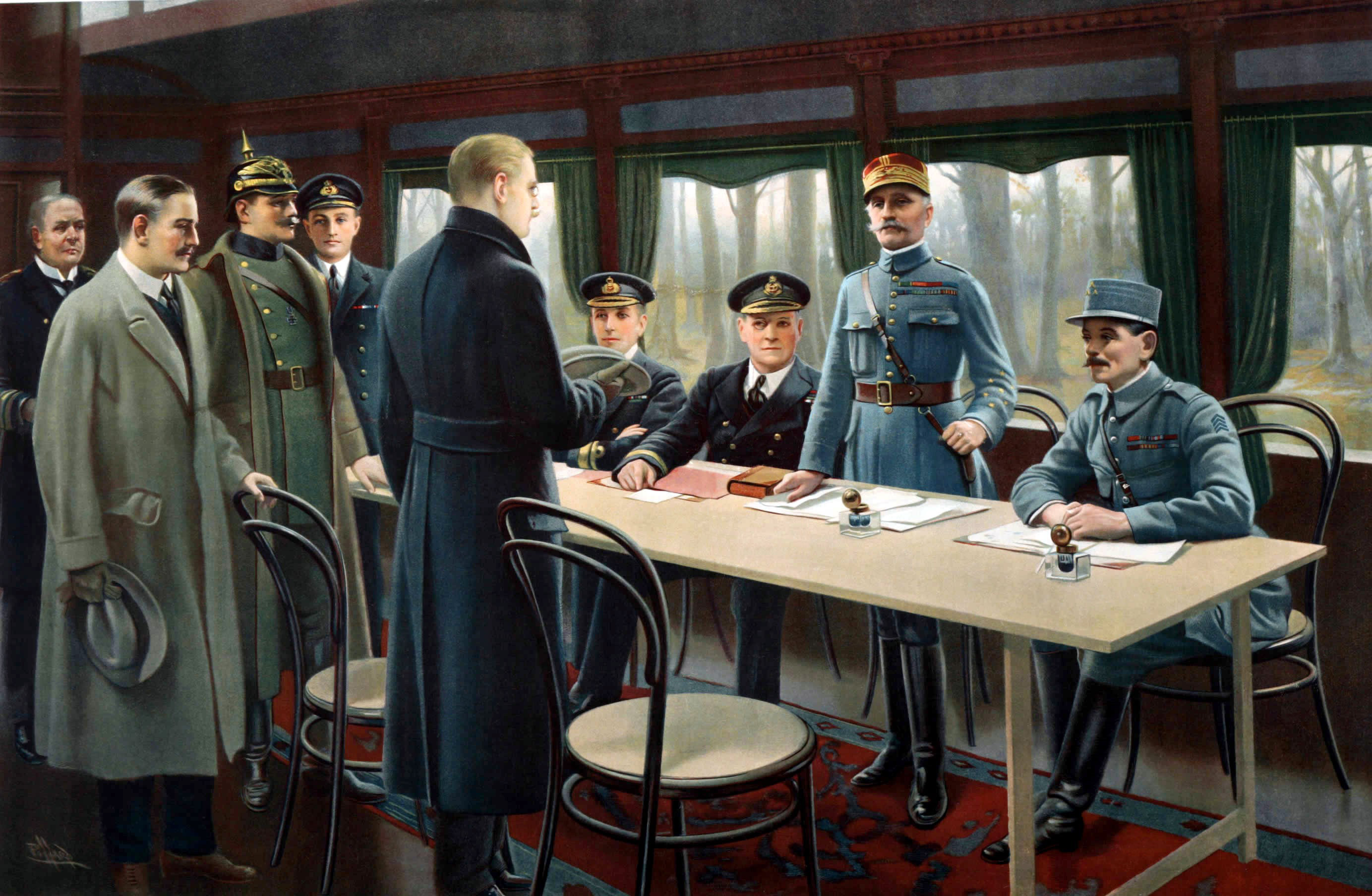
Armisticio de Compiégne.

- 1918: a las 5:20 de la mañana, en un vagón de tren en el bosque de Compiègne (noreste de Francia) representantes del Imperio alemán se rinden ante los Aliados. El Armisticio de Compiègne entró en vigor a las 11:00 del día 11 del mes 11. Termina así la Primera Guerra Mundial.
- 1918: Polonia se independiza de Alemania. Józef Piłsudski asume el mando militar del país.
- 1918: en Austria, el emperador Carlos I renuncia al poder.
- 1919: en Centralia (noroeste de Estados Unidos), en el primer desfile en conmemoración del fin de la Primera Guerra Mundial, sucede la masacre de Centralia: los veteranos se tirotean con miembros del sindicato Industrial Workers of the World. A la noche, los veteranos secuestran al líder sindicalista Wesley Everest y lo torturan durante toda la noche hasta matarlo.
- 1919: en Riga (Letonia) ―en el marco de las guerras de independencia― las fuerzas letonas derrotan a los Freikorps (Día de Lāčplēša).
- 1921: en el cementerio nacional de Arlington (cerca de Washington), el presidente Warren G. Harding inaugura la Tumba de los Desconocidos.
- 1924: en Grecia, el primer ministro Alexandros Papanastasiou proclama la Segunda República Helénica.
- 1926: en Estados Unidos se inaugura la Ruta 66.
- 1927: en Italia se suprime el sistema parlamentario.
- 1930: en los Estados Unidos se les otorga la patente US1781541 a Albert Einstein y su exestudiante Leó Szilárd por su invención: el refrigerador Einstein.
- 1934: en Melbourne (Australia) se inaugura el Santuario de la Memoria.
- 1937: la Italia fascista abandona la Sociedad de Naciones.
- 1939: George Van Biesbroeck descubre el asteroide (1464) Armisticia.
- 1940: en Tarento (extremo sureste de Italia) ―en el marco de la Segunda Guerra Mundial― la Marina Real británica lanzó el primer ataque de la historia desde un portaaviones contra la flota italiana iniciando la batalla de Tarento.
- 1940: el crucero alemán nazi Atlantis captura el correo secreto británico y lo envía a Japón.
- 1940: en el océano, una tormenta inesperada mata a 144 militares del buque de guerra estadounidense U.S. Midwest.
- 1940: en La Habana (Cuba) se funda Radio Cadena Habana (CMCH), la voz de los deportes.
- 1942: en la Segunda Guerra Mundial, los nazis invaden Vichy (en el sur) y completan la invasión de Francia.
- 1944: el doctor Erich Göstl, miembro de la Waffen-SS, gana la Cruz de Hierro en reconocimiento por valentía en combate después de perder parte de su rostro y los ojos en la batalla de Normandía.
- 1951: en Argentina, las mujeres votan por primera vez. Su artífice, Evita Perón lo hace por primera y última vez (enferma de cáncer) en el policlínico Presidente Perón. Su esposo, Juan Domingo Perón, es reelegido como presidente constitucional.
- 1959: en Santiago, La U vence a Colo-Colo por 2-1 de local y se consagra campeón del Torneo Chileno de 1959.
- 1960: en Vietnam del Sur se realiza un golpe de Estado contra el presidente Ngo Dinh Diem.
- 1960: en el departamento de Carazo (Nicaragua) el Movimiento 11 de noviembre se toma los cuarteles de la Guardia Nacional en Jinotepe y Diriamba, destacándose en la toma del primero los hermanos Israel y Herty Lewites, futuro alcalde de Managua por el FSLN en el periodo 2001-2005.
- 1960: en La Habana (Cuba) se inaugura Radio Habana Cuba.
- 1961: en Caracas (Venezuela) el entonces presidente de Venezuela Rómulo Betancourt, anunció su decisión de romper relaciones diplomáticas y consulares con Cuba.
- 1962; en Kuwait, la Asamblea Nacional ratifica su Constitución.
- 1965: en Rodesia (actual Zimbabue), el Gobierno de minoría blanca Ian Smith declara la independencia de Gran Bretaña.
- 1966: en los Estados Unidos, la NASA lanza la nave espacial Géminis 12.
- 1966: en Chile, nace la Red de Televisión de la Universidad Católica del Norte (también conocida como Telenorte).
- 1968: en la guerra de Vietnam comienza la operación Commando Hunt. El objetivo es bombardear la ruta Ho Chi Minh, a través de Laos dentro de Vietnam del Sur.
- 1968: en las islas Maldivas se declara la segunda república.
- 1972: en Long Binh (Vietnam), el ejército estadounidense realiza una retirada masiva de la base militar.
- 1975: Angola se independiza de Portugal.
- 1981: Antigua y Barbuda es admitida como miembro de la Organización de las Naciones Unidas.
- 1983: en Chile, en el marco de la dictadura pinochetista, un ciudadano llamado Sebastián Acevedo se quema a lo bonzo exigiendo la liberación de sus hijos de manos de la CNI.
- 1989: en El Salvador, el FMLN lanza una ofensiva militar sobre San Salvador y otras ciudades importantes del país.
- 1991: se publica el sencillo «Black or White» del cantante, compositor, bailarín, productor y filántropo estadounidense Michael Jackson.
- 1992: la Iglesia anglicana permite el sacerdocio femenino.
- 1995: en Bilbao (España) se inaugura el metro.
- 1998: en la aldea de Nagari Bazar ―80 km al noreste de la sagrada ciudad de Gaia (India)―, el grupo terrorista Ranvir Sena (formado por terratenientes brahmanes hinduistas de derechas) matan a 10 hombres, mujeres y niños dalits (en el hinduismo, personas de casta baja).[2]
- 2000: en Kaprun ―110 km al sur de Salzburgo (Austria)― se incendia un teleférico en un túnel alpino. Los esquiadores escapan, 155 cuesta arriba por el túnel, y 12 cuesta abajo. El túnel funcionó como una chimenea y asfixió y carbonizó a los que subían.
- 2001: China ingresa oficialmente en la Organización Mundial de la Salud (OMS).
- 2004: en Palestina, Mahmoud Abbas se convierte en el nuevo líder de la OLP después de la muerte de Yasser Arafat.
- 2006: Sony Computer Entertainment (empresa japonesa) estrena la videoconsola de sobremesa PlayStation 3.
- 2007: en Madrid (España), un militar neonazi asesina al niño de 16 años Carlos Palomino en la estación de metro de Legazpi, luchando contra el racismo y el fascismo. La Coordinadora Antifascista de Madrid se manifiesta cada año en su recuerdo.
- 2008: en Estados Unidos, la cantante Taylor Swift publica su segundo álbum de estudio, Fearless.
- 2010: SEGA lanza el juego Sonic Colors
- 2011: En Chalco (Estado de México) ocurre el Accidente aéreo del Eurocopter AS332 de la Fuerza Aérea Mexicana en el que mueren todos sus ocupantes entre ellos el entonces secretario de gobernación Francisco Blake Mora.
- 2014: pierden la vida 11 mujeres en Chhattisgarh (India), tras someterse a una cirugía de esterilización, que forman parte del programa gratuito ofrecido por el Gobierno para intentar reducir el crecimiento demográfico del país.[3]
- 2018: Israel lanza entre 40 y 50 misiles sobre la Franja de Gaza para permitir que un grupo de operaciones especiales pueda salir de la zona. Sin embargo, un soldado israelí murió y otro resultó herido, según el ejército de ese país. La operación israelí había tenido la misión de matar a 7 miembros de la organización terrorista Hamás, aunque también murieron varios civiles, según medios palestinos.[4]
- 2018: se cumplen 100 años de la finalización de la Primera Guerra Mundial (1914-1918).
- 2018: en la ciudad de Los Ángeles (California), funcionarios estatales retiran una estatua de Cristóbal Colón como un acto de «justicia restauradora».[5]
- 2018: en el estadio de Boca Juniors, en Buenos Aires (Argentina), los equipos de fútbol River Plate y Boca Juniors disputan la primera final de la Copa Libertadores 2018.
- 2020: se confirma el primer caso de COVID-19 en Vanuatu.
- 2021: se estrena el videojuego Grand Theft Auto: The Trilogy - The Definitive Edition.
- 2022: En el anime de Pokémon, Ash Ketchum se proclama como el campeón mundial de Pokémon

## Nacimientos
- 1050: Enrique IV, rey germano (f. 1106).
- 1154: Sancho I, rey portugués (f. 1211).
- 1155: Alfonso VIII, rey castellano (f. 1214).
- 1493: Bernardo Tasso, poeta italiano (f. 1569).
- 1569: Martin Ruland el Joven, físico y alquimista alemán (f. 1611).
- 1579: Frans Snyders, pintor flamenco (f. 1657).
- 1599: María Leonor de Brandeburgo, reina sueca (f. 1655).
- 1599: Ottavio Piccolomini, militar austriaco-italiano (f. 1656).
- 1668: Johann Albert Fabricius, erudito y bibliógrafo alemán (f. 1736).
- 1711: Francisco Pérez Bayer, filólogo, numismático y jurista español (f. 1794).
- 1711: Stepán Krashenínnikov, naturalista y geógrafo ruso (f. 1755)
- 1743: Carl Peter Thunberg, explorador, naturalista y botánico sueco (f. 1828).
- 1748: Carlos IV, rey español (f. 1819).
- 1788: Mijaíl Jurjew Wielhorsky, aristócrata, músico y mecenas ruso (f. 1856).
- 1807: Diego José de Rejas Peralta, religioso agustino y predicador español (f. 1867).
- 1820: María Valdés Mendoza, poetisa cubana (f. 1896).
- 1821: Fiódor Dostoyevski, escritor y filósofo ruso (f. 1881).
- 1836: Thomas Bailey Aldrich, poeta y novelista estadounidense (f. 1907).
- 1838: Eugène Lefébure, egiptólogo francés (f. 1908).
- 1852: Franz Conrad von Hötzendorf, general austrohúngaro (f. 1925).
- 1858: María Bashkirtseff, escritora, pintora y escultora rusa radicada en Francia (f. 1884).
- 1861: Erich von Falkenhayn, militar alemán (f. 1922).
- 1863: Paul Signac, pintor francés (f. 1935).
- 1864: Alfred Fried, periodista austríaco, premio Nobel de la Paz en 1911 (f. 1921).
- 1868: Édouard Vuillard, pintor y grabador francés (f. 1940).
- 1869: Víctor Manuel III, rey italiano (f. 1947).
- 1875: Carmen Serdán, revolucionaria mexicana (f. 1948).
- 1875: Vesto Melvin Slipher, astrónomo estadounidense (f. 1969).
- 1876: Luis Trenova Balharry, político chileno (f. 1948).
- 1882: Gustavo VI, rey sueco (f. 1973).
- 1883: Ernest Ansermet, director de orquesta y músico suizo (f. 1969).
- 1883: Elena Gerhardt, mezzosoprano alemana (f. 1961).
- 1884: Gerardo Dottori, pintor italiano (f. 1977).
- 1885: George S. Patton, militar estadounidense (f. 1945).
- 1887: Roland Young, actor y cantante angloestadounidense (f. 1953).
- 1888: Abul Kalam Azad, líder indio (f. 1958).
- 1894: Juan Bautista Bairoletto, bandido argentino (f. 1941).
- 1894: Beverly Bayne, actriz estadounidense (f. 1982).
- 1898: René Clair, cineasta francés (f. 1981).
- 1899: Pat O'Brien, actor estadounidense (f. 1983).
- 1901: Magda Goebbels, esposa del ministro nazi Joseph Goebbels (f. 1945).
- 1901: Sam Spiegel, productor austríaco-estadounidense (f. 1985).
- 1903: Isaac Bashevis Singer, escritor polaco.
- 1903: Victoria Díez Bustos de Molina, maestra y religiosa española beatificada (f. 1936).
- 1904: Alger Hiss, funcionario y espía estadounidense (f. 1996).
- 1904: J. H. C. Whitehead, matemático británico (f. 1960).
- 1907: Débora Arango, pintora colombiana (f. 2005).
- 1909: Robert Ryan, actor estadounidense (f. 1973).
- 1911: Roberto Matta, pintor y escultor chileno (f. 2002).
- 1911: José María Sánchez-Silva y García-Morales, escritor español (f. 2002).
- 1911: Antonio Casas, actor español (f. 1982).
- 1912: Thomas C. Mann, diplomático estadounidense, autor de la Doctrina Mann para derrocar Gobiernos populares latinoamericanos (f. 1999).
- 1914: Howard Fast, escritor, novelista y guionista estadounidense (f. 2003).
- 1914: Eugene Nida, biblista estadounidense (f. 2011).
- 1916: Valentim de Barros, bailarín portugués (f. 1986).
- 1917: Manuel Alexandre, actor español (f. 2010).
- 1917: Carl Nyrén, arquitecto sueco (f. 2011).
- 1918: Stubby Kaye, actor cómico y cantante estadounidense (f. 1997).
- 1918: Enrique Silva Cimma, abogado y político radical chileno (f. 2012).
- 1918: Ken Miles, piloto de automovilismo británico (f. 1966).
- 1919: Kalle Päätalo, novelista finlandés (f. 2000).
- 1919: Cástor Narvarte, escritor y filósofo español (f. 2011).
- 1920: Roy Jenkins, político británico (f. 2003).
- 1922: Kurt Vonnegut, escritor estadounidense (f. 2007).
- 1922: George Blake, espía británico (f. 2020).
- 1924: Álvaro Galmés de Fuentes, filólogo, dialectólogo y arabista español (f. 2003).
- 1924: Luis Martín-Santos, escritor y psiquiatra español (f. 1964).
- 1925: Jesús Urbano Rojas, artesano peruano (f. 2014).
- 1925: John Guillermin, cineasta británico (f. 2015).
- 1925: Jonathan Winters, actor, comediante y guionista estadounidense (f. 2013).
- 1926: José Manuel Caballero Bonald, poeta español (f. 2021).
- 1926: Noah Gordon, escritor estadounidense (f. 2021).
- 1927: Mose Allison, pianista y cantante estadounidense de jazz (f. 2016).
- 1928: Ernestine Anderson, cantante estadounidense de jazz y blues (f. 2016).
- 1928: Carlos Fuentes, escritor mexicano (f. 2012).
- 1928: Gracita Morales, actriz española (f. 1995).
- 1929: Hans Magnus Enzensberger, poeta y ensayista alemán (f. 2022).
- 1930: Hugh Everett, físico estadounidense (f. 1982).
- 1930: Mildred Dresselhaus, física y nanotecnóloga estadounidense (f. 2017).
- 1933: Jim Boyd, actor estadounidense (f. 2013).
- 1935: Bibi Andersson, actriz y directora sueca (f. 2019).
- 1935: Pinky, presentadora de televisión, actriz, modelo y política argentina (f. 2022).
- 1937: Vittorio Brambilla, piloto italiano de automovilismo (f. 2001).
- 1939: Denise Alexander, actriz estadounidense.
- 1940: Barbara Boxer, política estadounidense.
- 1940: Raúl Savoy, futbolista argentino (f. 2003).
- 1942: Juan Pardo, cantante español.
- 1943: Arturo Bonín, actor argentino (f. 2022).
- 1944: Pepe Sancho, actor español (f. 2013).
- 1944: Vicky, cantautora colombiana (f. 2017).
- 1945: Chris Dreja, guitarrista británico, de la banda The Yardbirds.
- 1945: Daniel Ortega, presidente nicaragüense.
- 1946: Al Holbert, corredor estadounidense de automóviles (f. 1988).
- 1946: Vladímir Soloviov, cosmonauta ruso.
- 1947: Luis López Guerra, jurista y político español.
- 1947: Vicente Feliú, músico, cantante, guitarrista y cantautor cubano (f. 2021).
- 1948: Jordi Estadella, presentador de televisión español (f. 2010).
- 1948: Victoria Prego, periodista española (f. 2024).
- 1948: Vincent Schiavelli, actor estadounidense (f. 2005).
- 1949: Pedro Pompilio, dirigente deportivo argentino (f. 2008).
- 1950: Jim Peterik, músico y letrista estadounidense de Survivor.
- 1950: María Isabel Arriortua, química española.
- 1951: Bill Moseley, actor, cantante y productor estadounidense, de la banda Cornbugs.
- 1951: Kim Peek, personalidad estadounidense (f. 2009).
- 1953: Evelyn Matthei, política chilena.
- 1954: Rafael Ángel Martínez González, escritor español.
- 1955: Càstor Pérez Diz, músico español (f. 2010).
- 1955: Friedrich Merz, político alemán, canciller de Alemania desde 2025.
- 1956: Edgar Lungu, político zambiano, presidente de Zambia entre 2015 y 2021 (f. 2025).
- 1958: Luz Casal, cantante española.
- 1959: Adrián Barilari, cantante argentino.
- 1959: Lee Haney, fisicoculturista estadounidense.
- 1960: Stanley Tucci, actor, productor y cineasta estadounidense.
- 1962: Mic Michaeli, tecladista sueco.
- 1962: Demi Moore, actriz, directora y productora estadounidense.
- 1962: James Morrison, trompetista australiano de jazz.
- 1963: Billy Gunn, luchador estadounidense.
- 1963: Monty Sopp, luchador profesional estadounidense.
- 1964: Anabel Alonso, actriz de cine y televisión española.
- 1964: Claudette Maillé, actriz mexicana.
- 1964: Calista Flockhart, actriz estadounidense.
- 1965: Juan Antonio Muñoz, humorista español.
- 1966: Alison Doody, actriz y modelo irlandesa.
- 1967: Gil de Ferran, piloto de automovilismo brasileño de origen francés (f. 2023).
- 1967: Frank John Hughes, actor, productor y guionista estadounidense.
- 1967: Nathalie Seseña, actriz española.
- 1968: Lavell Crawford, actor y comediante estadounidense.
- 1969: Richard Dormer, actor británico.
- 1970: Massimiliano Micheletti, futbolista sanmarinense.
- 1971: David DeLuise, actor y director estadounidense.
- 1972: Adam Beach, actor canadiense nativo norteamericano.
- 1972: Tyler Christopher, actor estadounidense.
- 1973: Jason White, músico estadounidense de las bandas Pinhead Gunpowder y Green Day.
- 1974: Leonardo DiCaprio, actor estadounidense.

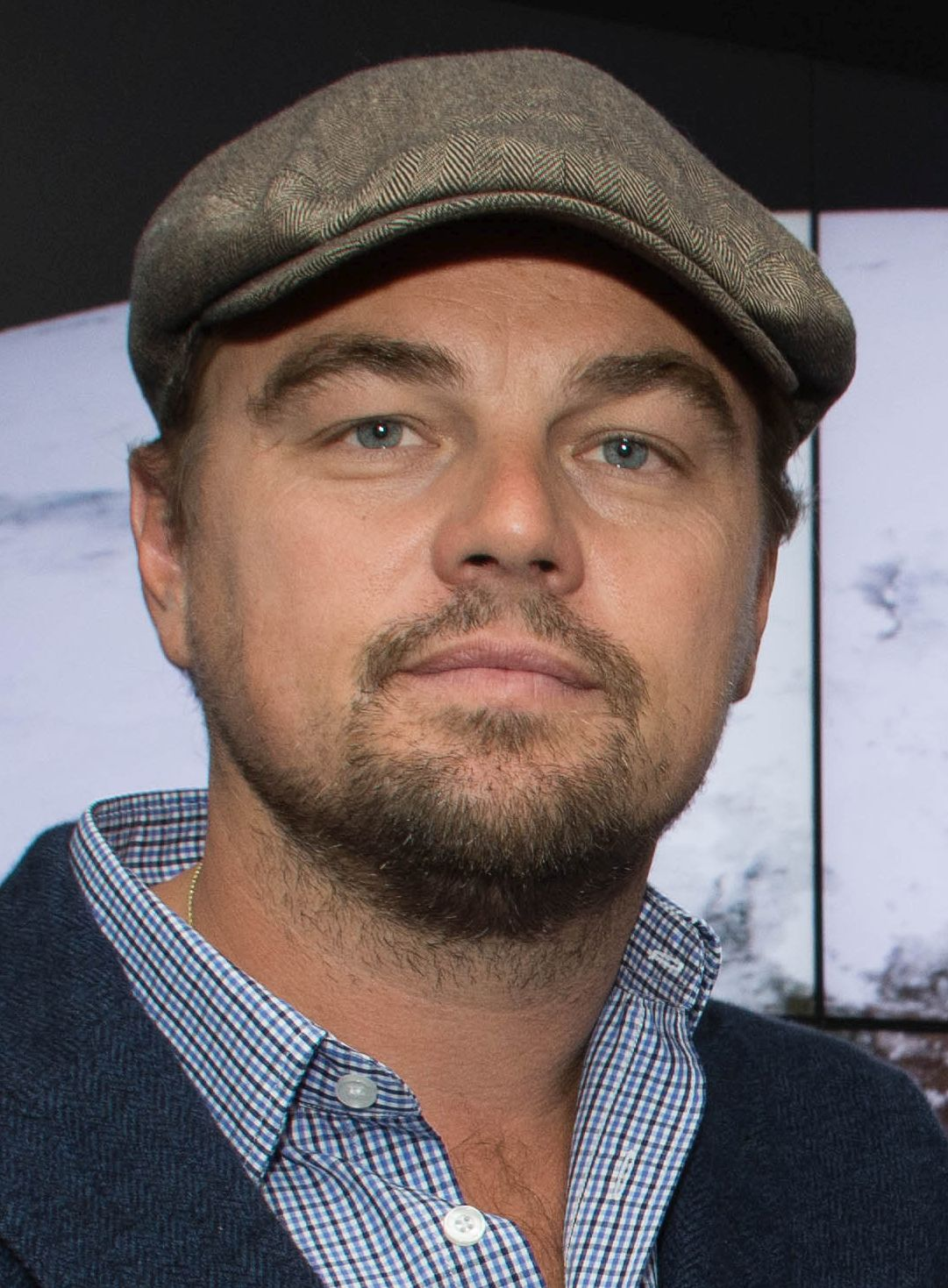

- 1974: Raghu Dixit, compositor de música para cine y cantautor indio.
- 1974: Static Major, cantante estadounidense (f. 2008).
- 1975: Angélica Vale, actriz mexicana.
- 1976: Jason Grilli, beisbolista italo-estadounidense.
- 1977: Maniche, futbolista portugués.
- 1978: LaMont Jordan, futbolista estadounidense.
- 1978: Erik Edman, futbolista sueco.
- 1978: Liudmila Rádchenko, modelo y actriz rusa.
- 1981: Natalie Glebova, modelo canadiense.
- 1981: Guillermo de Luxemburgo, aristócrata luxemburgués.
- 1981: Susan Kelechi Watson, actriz estadounidense.
- 1981: Abril Zamora, actriz, escritora, guionista y directora española
- 1982: Gonzalo Canale, rugbista argentino.
- 1982: Jeremy Williams, actor británico.
- 1983: Arouna Koné, futbolista marfileño.
- 1983: Philipp Lahm, futbolista alemán.
- 1983: Dinei, futbolista brasileño.
- 1983: Leon Benko, futbolista croata.
- 1983: Yōhei Nakada, futbolista japonés.
- 1983: Kim Chi-woo, futbolista surcoreano.
- 1983: Matteo Bono, ciclista italiano.
- 1983: Derya Erke, nadadora turca (f. 2025).
- 1984: Birkir Már Sævarsson, futbolista islandés.
- 1984: Toshikazu Irie, futbolista japonés.
- 1985: Osvaldo Alonso, futbolista cubano.
- 1985: Luton Shelton, futbolista jamaicano (f. 2021).
- 1985: Janusz Gol, futbolista polaco.
- 1985: Kazunori Kan, futbolista japonés.
- 1986: Mark Sánchez, futbolista estadounidense.
- 1986: François Trinh-Duc, rugbista francés.
- 1986: Ben Youssef Meïté, atleta marfileño.
- 1986: Jon Batiste, músico estadounidense.
- 1987: Melanie Liburd, actriz británica.
- 1987: Michel Schmöller, futbolista brasileño.
- 1988: David Depetris, futbolista argentino.
- 1988: Kyle Naughton, futbolista británico.
- 1989: Reina Tanaka, cantante y actriz japonesa.
- 1989: Paul Papp, futbolista rumano.
- 1989: Kara Mbodji, futbolista senegalés.
- 1989: Joan Guillem Truyols, futbolista español.
- 1989: Mariano Sanz, futbolista español.
- 1989: Josué Mitchell, futbolista costarricense.
- 1990: Tom Dumoulin, ciclista neerlandés.
- 1990: Georginio Wijnaldum, futbolista neerlandés.
- 1990: Julian Koch, futbolista alemán.
- 1991: Christa B. Allen, actriz estadounidense.
- 1991: Salvador Agra, futbolista portugués.
- 1991: Nemanja Radović, baloncestista montenegrino.
- 1992: Abdul Razak, futbolista marfileño.
- 1992: Gerson Lima, futbolista guatemalteco.
- 1993: Juan Leiva, futbolista chileno.
- 1993: Christian Fassnacht, futbolista suizo.
- 1993: Aleksandar Radovanović, futbolista serbio.
- 1993: Susy Gala, actriz y modelo erótica española.
- 1994: Cedric Omoigui, futbolista nigeriano.
- 1994: Jordi Sánchez Ribas, futbolista español.
- 1994: Caitlin Foord, futbolista australiana.
- 1995: Yazeed Al-Bakr, futbolista saudí.
- 1995: Ali Alipour, futbolista iraní.
- 1995: Oalex Anderson, futbolista sanvicentino.
- 1995: La Cruz, cantante y compositor venezolano.
- 1996: Gianluca Gaudino, futbolista alemán.
- 1996: Linus Wahlqvist, futbolista sueco.
- 1996: Adam Andersson, futbolista sueco.
- 1996: Joel Andersson, futbolista sueco.
- 1996: Tye Sheridan, actor estadounidense.
- 1996: Camila Soleibe, modelo colombiana.
- 1996: Daniel Mancini, futbolista argentino.
- 1996: Robin Le Normand, futbolista franco-español.
- 1996: Andrés Ponce, futbolista venezolano.
- 1996: Jefferson Savarino, futbolista venezolano.
- 1996: Aniekpeno Udo, futbolista nigeriano.
- 1996: Julia Ashley, futbolista estadounidense.
- 1996: Niki Urakami, futbolista japonés.
- 1996: Kiril Despodov, futbolista búlgaro.
- 1996: Ryan Kent, futbolista inglés.
- 1997: Stratos Svarnas, futbolista griego.
- 1997: Oier Luengo, futbolista español.
- 1997: Aaron Mensing, balonmanista danés.
- 1998: Michelle Olvera, actriz mexicana.
- 1998: Dionisios Rapsomanikis, taekwondista griego.
- 1998: Liudmila Samsónova, tenista rusa.
- 1998: Ruby Jerins, actriz estadounidense.
- 1999: Paloma Mami, cantante chilena-estadounidense.
- 1999: Kevin Colleoni, ciclista italiano.
- 1999: Park Solomon, actor uzbeko.
- 1999: Henok Mulubrhan, ciclista eritreo.
- 2000: Lorena Navarro, futbolista española.
- 2000: Guilherme Madruga, futbolista brasileño.
- 2000: Matteo Anzolin, futbolista italiano.
- 2000: Shaquan Davis, futbolista jamaicano.
- 2002: Yeojin, cantante surcoreana.
- 2003: Jamal Baptiste, futbolista británico.
- 2003: Dominik Hollý, futbolista eslovaco.
- 2004: César Palacios Pérez, futbolista español.
- 2004: Gustavo Sá, futbolista portugués.
- 2005: Iker Córdoba, futbolista español.
- 2006: Filippo Scotti, futbolista italiano.

## Fallecimientos
- 405: Arsacio de Tarso, figura religiosa (n. antes de 324).
- 826: Teodoro Estudita, monje y abad bizantino (n. 759).
- 865: Petronas, general bizantino (n. siglo IX).
- 1130: Teresa Alfónsez de León, condesa de Portugal (n. 1080).
- 1285: Pedro III de Aragón, rey de Aragón, Valencia, Sicilia, Conde de Barcelona (n. 1240).
- 1476: Rodrigo Manrique, aristócrata español (n. 1406).
- 1623: Philippe de Mornay, escritor francés (n. 1549).
- 1638: Cornelis van Haarlem, pintor neerlandés (n. 1562).
- 1675: Thomas Willis, médico británico (n. 1621).
- 1686: Luis II de Borbón-Condé, general francés (n. 1621).
- 1686: Otto von Guericke, científico, inventor, y político alemán (n. 1602).
- 1724: Joseph Blake, criminal británico (n. 1700).
- 1812: Platon Levshin, religioso ruso (n. 1737).
- 1817: Francisco Javier Mina Larrea, militar español (n. 1789).
- 1831: Nat Turner, esclavo y líder rebelde afroestadounidense (n. 1800).

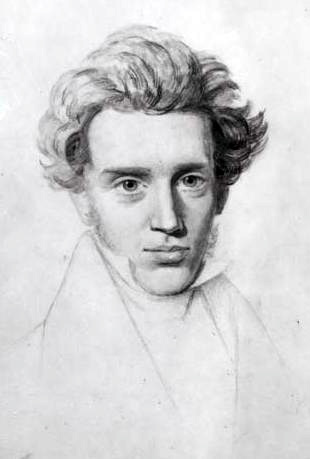
Søren Kierkegaard

- 1855: Søren Kierkegaard, filósofo danés (n. 1813).
- 1862: James Madison Porter, político estadounidense (n. 1793).
- 1880: Ned Kelly, criminal australiano (n. 1855).
- 1880: Lucretia Mott, feminista y abolicionista estadounidense (n. 1793).
- 1882: Wolfgang Franz von Kobell, mineralista, historiador y poeta alemán (n. 1803).
- 1884: Alfred Brehm, zoólogo, escritor e ilustrador alemán (n. 1827).
- 1887: defensores del levantamiento de Haymarket:
- 1887: George Engel, activista y empresario germanoestadounidense (n. 1836).
- 1887: Adolph Fischer, activista e imprentero estadounidense (n. 1858).
- 1887: Albert Parsons, periodista y activista estadounidense (n. 1848).
- 1887: August Spies, periodista y activista estadounidense (n. 1855).
- 1889: Ramón Corona, político y militar mexicano (n. 1837).
- 1917: Liliuokalani, reina hawaiana (n. 1838).
- 1918: George Lawrence Price, soldado canadiense (n. 1892).
- 1918: Leonardo Rucabado, arquitecto español (n. 1875).
- 1919: Pavel Chistyakov, pintor ruso (n. 1832).
- 1921: Léon Moreaux, francotirador francés (n. 1852).
- 1931: Eiichi Shibusawa, magnate japonés (n. 1840).
- 1938: Typhoid Mary, portador irlando-estadounidense carrier de fiebre tifoidea (n. 1869).
- 1939: Pedro Nolasco Cruz Vergara, crítico literario y escritor chileno (n. 1857).
- 1939: Bob Marshall, conservacionista estadounidense (n. 1901).
- 1945: Jerome Kern, compositor estadounidense (n. 1885).
- 1948: Fred Niblo, actor, director y productor estadounidense (n. 1874).
- 1949: Carlos de Borbón-Dos Sicilias, aristócrata español (n. 1870).
- 1950: Alexandros Diomidis, banquero y político griego, 145.º primer ministro (n. 1875).
- 1953: Irene de Hesse-Darmstadt, aristócrata alemana (n. 1866).
- 1954: Carlos Climent Garcés, militar español, héroe de Cascorro y teniente honorario del Ejército Español (n. 1874).
- 1957: Miguel Catalán Sañudo, físico español  (n. 1894).
- 1958: André Bazín, crítico francés de cine (n. 1918).
- 1962: Joseph Ruddy, jugador de waterpolo y nadador estadounidense (n. 1878).
- 1964: Juan de Dios Filiberto, músico y compositor argentino (n. 1885).
- 1972: Berry Oakley, músico estadounidense, de la banda Allman Brothers Band (n. 1948).
- 1973: Artturi Ilmari Virtanen, científico finlandés, premio Nobel de Química en 1945 (n. 1895).
- 1974: Benito Perojo, cineasta, productor y guionista español (n. 1894).
- 1976: Alexander Calder, artista estadounidense (n. 1898).
- 1977: Greta Keller, cantante y actriz austríaca (n. 1903).
- 1978: Gaspar García Laviana, sacerdote misionero y guerrillero sandinista de origen español (n. 1940).
- 1979: Dimitri Tiomkin, compositor estadounidense de origen ruso (n. 1894).
- 1980: Anna Maslóvskaya, partisana soviética y Heroína de la Unión Soviética (n. 1920)
- 1984: Martin Luther King, Sr., activista estadounidense (n. 1899).
- 1985: Leopoldo Fernández, humorista cubano (n. 1904).
- 1988: Gérard Grisey, compositor francés (n. 1946).
- 1988: William Ifor Jones, director de orquesta y músico galés (n. 1900).
- 1989: Natalio Pescia, futbolista argentino (n. 1922).
- 1990: Attilio Demaría, futbolista argentino (n. 1909).
- 1990: Alexis Minotis, actor griego (n. 1898).
- 1990: Yiannis Ritsos, poeta griego (n. 1909).
- 1993: Erskine Hawkins, trompetista estadounidense (n. 1914).
- 1994: Pedro Zamora, activista cubano-estadounidense (n. 1972).
- 1994: Elizabeth Maconchy, compositora británica (n. 1907).
- 1994: John Volpe, político estadounidense (n. 1908).
- 1994: Tadeusz Żychiewicz, periodista e historiador polaco (n. 1922).
- 1997: Rod Milburn, atleta estadounidense (n. 1950).
- 1999: Mary Kay Bergman, actriz de voz y cantante estadounidense (n. 1961).
- 1999: Vivian Ernest Fuchs, explorador británico (n. 1908).
- 1999: Jacobo Timerman, periodista argentino (n. 1923).
- 2001: Erna Viitol, escultor estonio (n. 1920).
- 2002: Zoe Ducós, actriz argentina (n. 1928).
- 2003: Robert Brown, actor británico (n. 1909).
- 2003: Miquel Martí i Pol, escritor, poeta y traductor español (n. 1929).

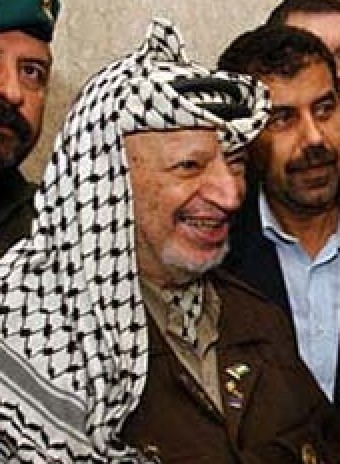
Yasir Arafat

- 2004: Yasir Arafat, político (n. 1929).
- 2005: Moustapha Akkad, productor y director sirio (n. 1930).
- 2005: Keith Andes, actor estadounidense (n. 1920).
- 2005: Peter Drucker, autor austríaco (n. 1909).
- 2005: Miguel Gallardo, cantautor y productor musical español (n. 1950).
- 2006: Belinda Emmett, actriz australiana (n. 1974).
- 2007: Carlos Palomino, niño de 16 años asesinado por un militar neonazi (n. 1991).
- 2007: Delbert Mann, cineasta estadounidense (n. 1920).
- 2009: Meki Megara, pintor marroquí (n. 1933).
- 2010: Marie Osborne, actriz de cine mudo estadounidense (n. 1911).
- 2010: Carlos Edmundo de Ory, poeta, ensayista y traductor español (n. 1923).
- 2011: Francisco Blake Mora, político mexicano (n. 1966).
- 2013: Domenico Bartolucci, cardenal italiano (n. 1917).
- 2013: Joaquín Hernández Galicia, político mexicano (n. 1922).
- 2014: Servando Chávez Hernández, abogado y político mexicano (n. 1936).
- 2014: Carol Ann Susi, actriz estadounidense (n. 1952).
- 2016: Perico Fernández, boxeador español, campeón del mundo del peso ligero en 1974 (n. 1952).
- 2016: Robert Vaughn, actor estadounidense (n. 1932).
- 2017: Chiquito de la Calzada, humorista, cantante y actor cómico español (n. 1932).
- 2017: Claudio Reyes Rubio, director mexicano de cine y televisión (n. 1964).
- 2017: Maru Dueñas, actriz, directora y productora teatral mexicana (n. 1967).
- 2019: Jaime Manzur Londoño, fue un director de teatro, actor y marionetista colombiano (n. 1937).
- 2020: Carlos Campos, futbolista chileno (n. 1937).
- 2021: Frederik de Klerk, político sudafricano, presidente de Sudáfrica de 1989 a 1994 y Premio Nobel de la Paz 1993 (n. 1936).
- 2021: Graeme Edge, baterista, compositor y poeta británico de rock (n. 1941).
- 2022: John Aniston, actor estadounidense (n. 1933).
- 2022: Gallagher, comediante y humorista estadounidense (n. 1946).
- 2022: Keith Levene, guitarrista y compositor británico (n. 1957).
- 2022: Choji Murata, beisbolista japonés (n. 1949).
- 2022: Wolf Schneider, periodista alemán (n. 1925).
- 2022: Joan Vila-Grau, pintor español (n. 1932).

- 2023: Raphael Dwamena, futbolista ghanés (n. 1995).

## Celebraciones
- Día del Soltero.[6]

- Día Mundial del Shopping.

- Día Mundial del Origami.[7] En homenaje a una expresión artística basada en la práctica del plegado de papel, para crear diversas figuras.

- Día Mundial de los Huérfanos.

 Por países
(Por orden alfabético)
- Alemania: 
  - Comienzo de la "quinta estación" (Carnaval) en Colonia.

- Angola: 
  - Día de la Independencia.[8]

- Argentina:
  - Día del Trabajador Previsional.[9]
    -  Misiones: 
      - Día Provincial del Turismo[10] y a Puerto Iguazú como Capital Provincial del Turismo.[11]
        - Aniversario de Santiago de Liniers.[12] Este municipio de la zona Norte de Misiones fue fundado el 11 de noviembre de 1947 (77 años). Debe su nombre a un histórico militar.

- China: 
  - Día de los solteros.

- Colombia: 
  - Independencia de Cartagena.

- Corea del Sur: 
  - Día del Pepero.[13]

- España:
  - Día de las Librerías.[14]

- Estados Unidos: 
  - Día de los Veteranos.

- Honduras: 
  - Día del Odontólogo.

- Japón: 
  - Día del Pocky y del Pretz.

- Letonia: 
  - Día de Lāčplēsis.

- Polonia: 
  - Día de Independencia.

### Celebraciones compartidas

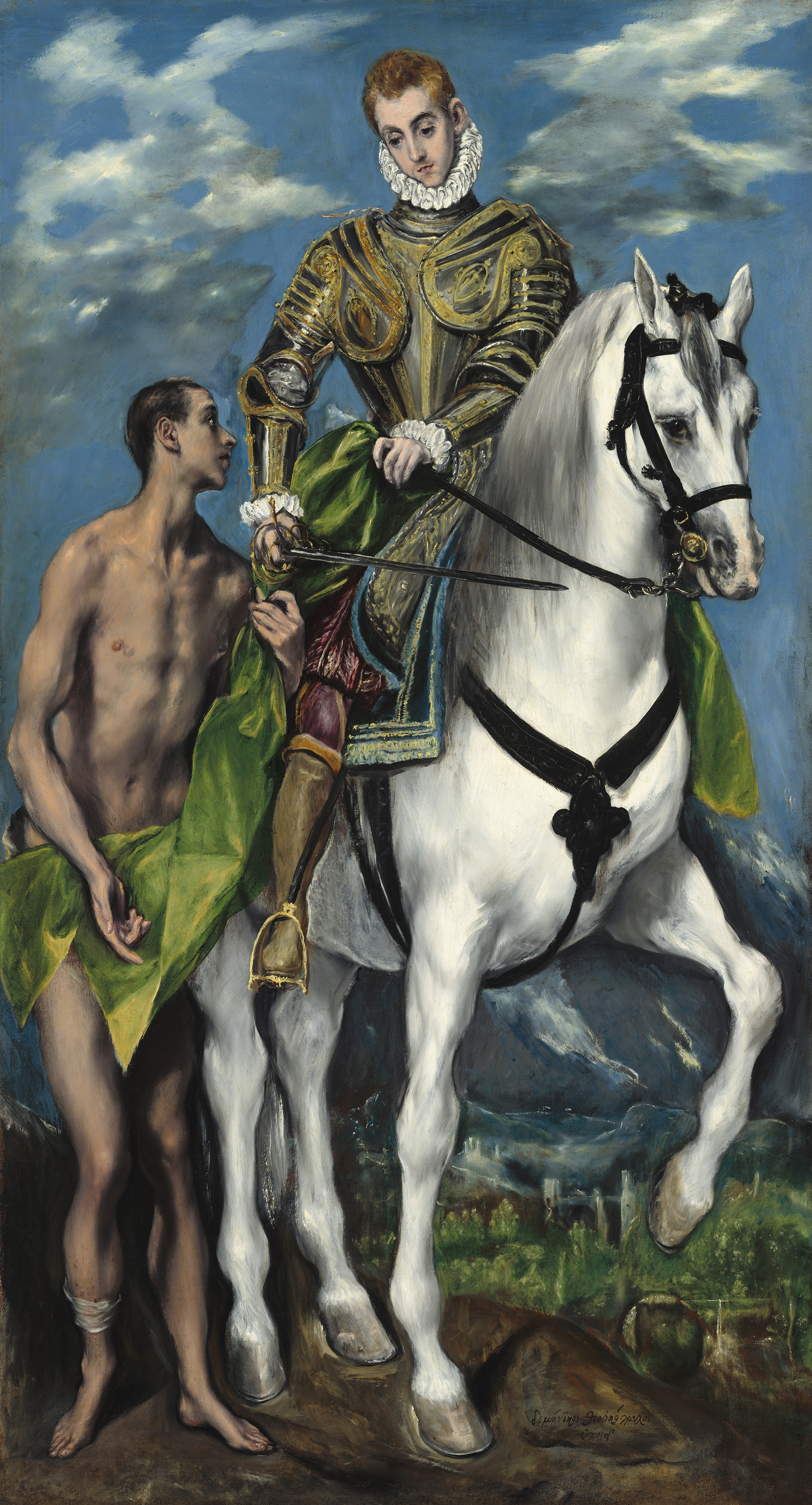
San Martín y el mendigo, pintado por El Greco en 1597. Es el Patrono de la Ciudad de Buenos Aires y del municipio de Misiones, que lleva su nombre.

- Bélgica,  Francia y  Reino Unido y la Mancomunidad de Naciones: 
  - Día del Recuerdo, en homenaje al armisticio que dio fin a la Primera Guerra Mundial.

### Santoral católico
- San Bartolomé el Joven de Rossano.[15]
- San Bertuino de Malonne.[15]
- San Cristiano.[15]
- San Juan el Limosnero.[15]
- Santa Marina de Omura.[15]
- San Martín de Tours.[15] En Argentina es el Patrono de la Ciudad de Buenos Aires (aunque nadie lo celebra) y del municipio de Misiones que lleva su nombre.[16]
- San Menas de Egipto.[15]
- San Menas el solitario.[15]
- San Teodoro Estudita.[15]
- San Toribio de Cantabria.[15]
- San Verano de Vence.[15]
- Beata Alicia Kotowska.[15]
- Beato Vicente Eugenio Bossilkov.[15]